# Cecelia Ahern

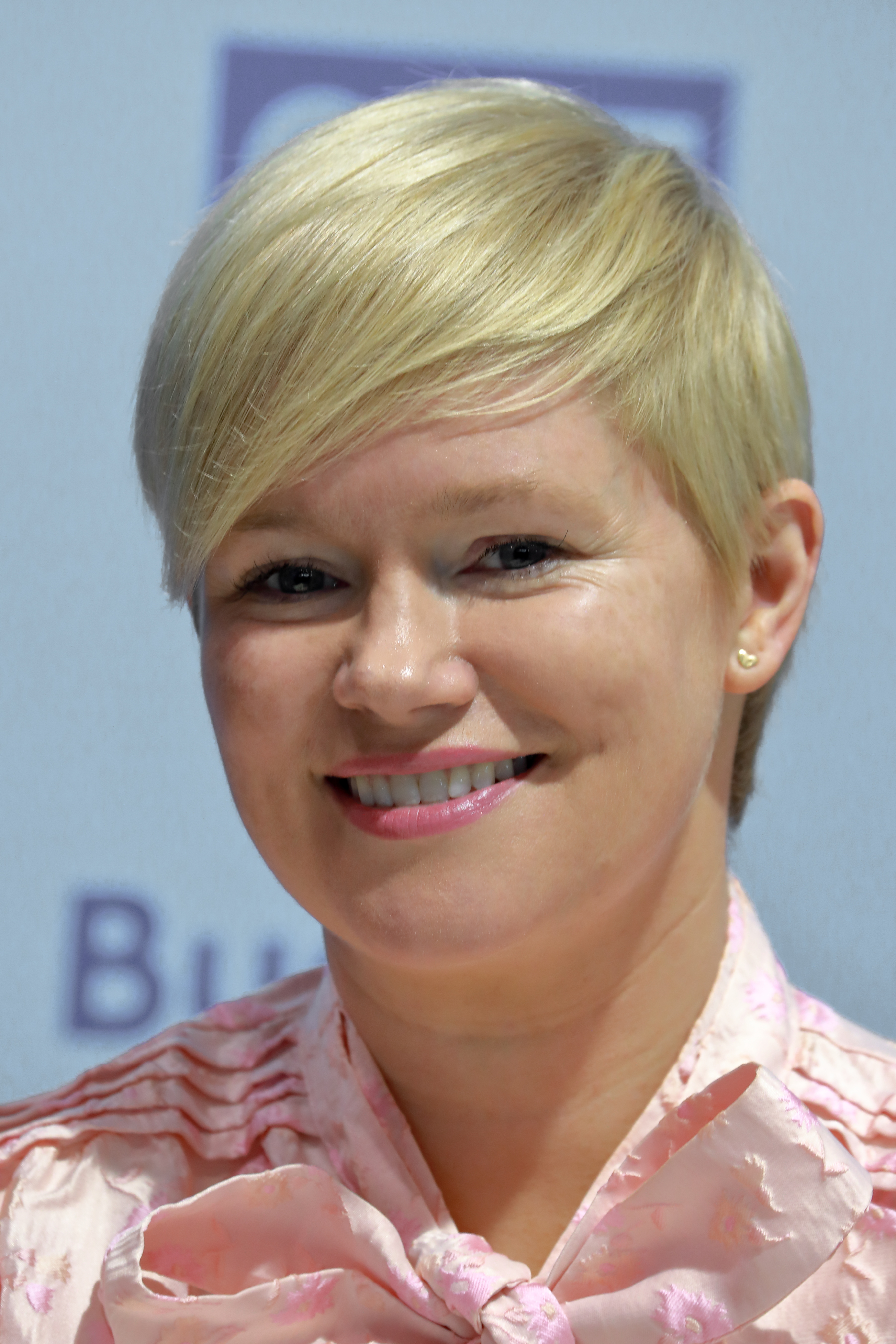
Cecelia Ahern (2022)

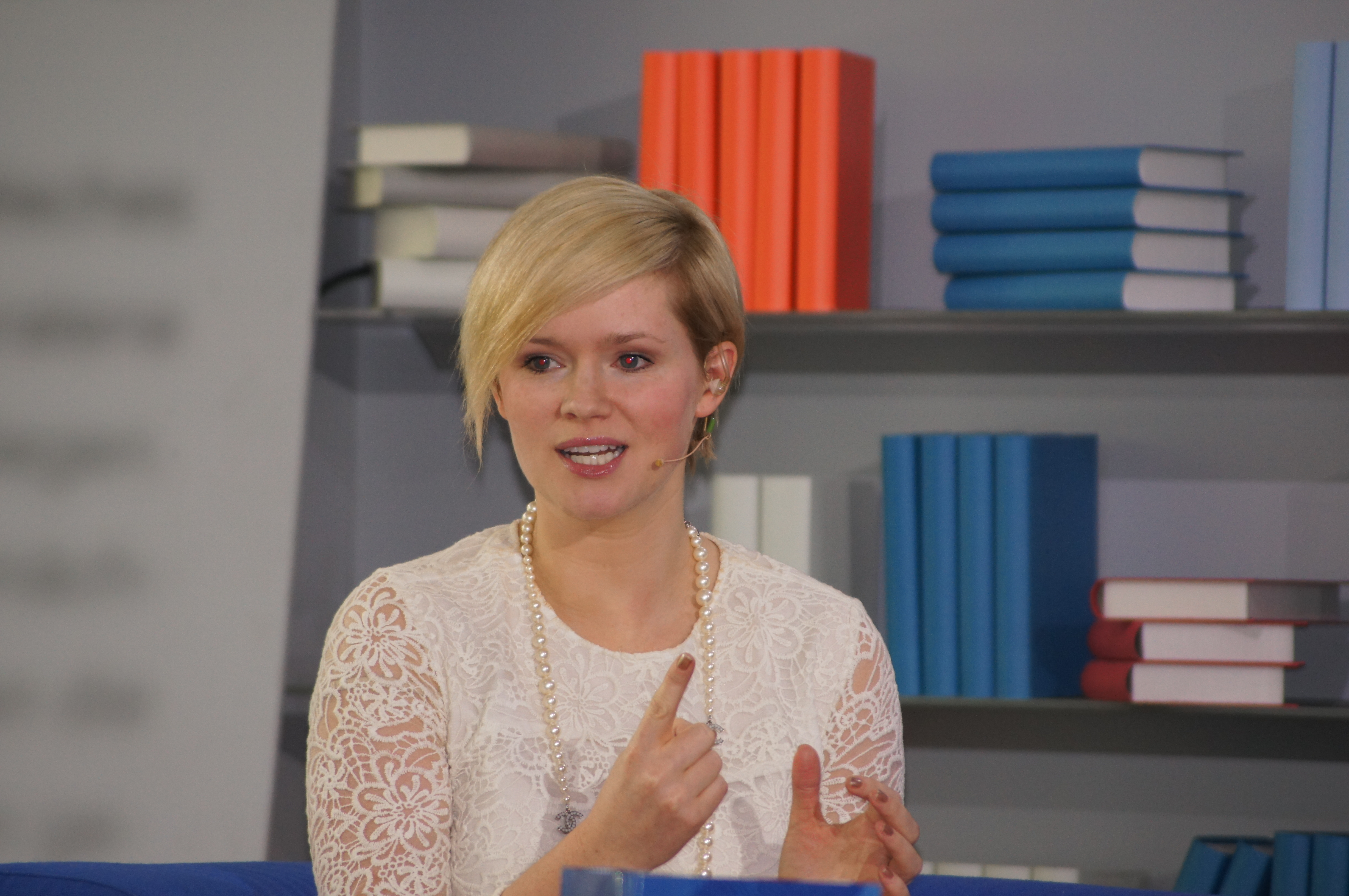
Cecelia Ahern auf dem Blauen Sofa der Frankfurter Buchmesse 2011

Cecelia Ahern (* 30. September 1981 in Dublin) ist eine irische Schriftstellerin, Dramatikerin, Drehbuchautorin und die Tochter des früheren irischen Ministerpräsidenten Bertie Ahern.

## Leben und Leistungen
Cecelia Ahern wuchs in Malahide auf, einem Seebadeort, in dem sie heute immer noch lebt. Sie schrieb schon als Kind Comics und Geschichten. Sie studierte Journalismus und Medienkommunikation in Dublin. 2004 erschien ihr erster Roman P.S. Ich liebe Dich, der in 50 Ländern verkauft wurde und in 15 Sprachen erschien. Die Rechte für den Film wurden von Warner Brothers erworben. Der Film mit Hilary Swank und Gerard Butler in den Hauptrollen hatte am 21. Dezember 2007 US-Premiere und kam am 17. Januar 2008 in Deutschland in die Kinos. Der Film ist eine sehr freie Umsetzung des Romans, bei der von der Romanhandlung nicht viel übernommen wurde. Der Roman war einer der meistverkauften Erstlingsromane im Jahre 2004 und führte in der irischen Presse sowie in der britischen Sunday Times die Bestsellerlisten für 17 Wochen an.
Im November 2005 erreichte ihr zweites Buch Für immer vielleicht ebenfalls den ersten Platz in irischen und britischen Verkaufslisten; diesen hielt es allerdings für nur 10 Wochen. In der deutschen Bestsellerliste war das Buch für 12 Wochen vertreten.
Seit 2007 ist Ahern auch im Fernsehgeschäft tätig. Die von ihr mitkonzipierte Serie Samantha Who? mit Christina Applegate in der Hauptrolle lief in den USA von 2007 bis 2009 auf dem Network ABC. Ab Herbst 2008 wurde die Serie auch in Deutschland auf ProSieben ausgestrahlt.
Cecelia Ahern ist mit David Keoghan verheiratet. Sie hat eine 2009 geborene Tochter und einen 2012 geborenen Sohn. 2019 wurde ihr drittes Kind, eine Tochter, geboren.

## Auszeichnungen
- 2011 LovelyBooks Leserpreis in der Kategorie Romantik/Liebe/Gefühl für Ein Moment fürs Leben
- 2008 Glamour Award - writer of the year[2]

## Werke

### Romane
- PS, I Love You (2004)
  - P.S. Ich liebe Dich, dt. von Christine Strüh; Krüger, Frankfurt/M. 2004, ISBN 3-596-16133-9 – Hörbuch, gelesen von Jeanette Hain, München, der Hörverlag 2004. ISBN 3-89940-866-7
- Where Rainbows End (2004) (US-Titel Rosie Dunne und Love, Rosie)
  - Für immer vielleicht, dt. von Christine Strüh, Krüger, Frankfurt/M. 2005, ISBN 3-8105-0141-7 – Hörbuch, als Hörspiel gelesen von Simone Kabst, Andreas Petri, Franziska Roloff u. a., München, der Hörverlag. ISBN 3-89940-475-0
- If You Could See Me Now (2005) (US-Titel A Silver Lining)
  - Zwischen Himmel und Liebe, dt. von Christine Strüh, Krüger, Frankfurt/M. 2006, ISBN 3-8105-0142-5 – Hörbuch, gelesen von Eva Gosciejewicz und Heikko Deutschmann, Argon, Berlin, ISBN 978-3-86610-318-4
- A Place Called Here (2006) (US-Titel There's No Place Like Here)
  - Vermiss mein nicht, dt. von Christine Strüh, Krüger, Frankfurt/M. 2007, ISBN 3-8105-0143-3 – Hörbuch, gelesen von Heikko Deutschmann und Eva Gosciejewicz, Argon, Berlin, ISBN 978-3-86610-551-5
- Thanks for the Memories (2008)
  - Ich hab dich im Gefühl, dt. von Christine Strüh, Krüger, Frankfurt/M. 2008, ISBN 978-3-8105-0144-8 – Hörbuch, gelesen von Maja Schöne und Andreas Pietschmann, Argon, Berlin, ISBN 978-3-86610-539-3
- The Gift (2008)
  - Zeit deines Lebens, dt. von Christine Strüh, Krüger, Frankfurt/M. 2009, ISBN 978-3-8105-0146-2 – Hörbuch, gelesen von Andreas Pietschmann, Argon, Berlin, ISBN 978-3-86610-841-7
- The Book of Tomorrow (2009)
  - Ich schreib dir morgen wieder, dt. von Christine Strüh, Krüger, Frankfurt/M. 2010, ISBN 978-3-8105-0145-5 – Hörbuch, gelesen von Josefine Preuß, Argon, Berlin, ISBN 978-3-8398-1033-0
- The Time of my Life (2011)
  - Ein Moment fürs Leben, dt. von Christine Strüh, Krüger, Frankfurt/M. 2011, ISBN 978-3-8105-0147-9 – Hörbuch, gelesen von Luise Helm, Argon, Berlin, ISBN 978-3-8398-1110-8
- One hundred names (2012)
  - Hundert Namen, dt. von Christine Strüh, Krüger, Frankfurt/M. 2012, ISBN 978-3-10-402266-6 – Hörbuch, gelesen von Luise Helm, Argon, Berlin, ISBN 978-3-8398-1173-3.
- How to Fall in Love (2013)
  - Die Liebe deines Lebens, dt. von Christine Strüh, Krüger, Frankfurt/M. 2013, ISBN 978-3-8105-0151-6 – Hörbuch gelesen von Luise Helm
- The year I met you (2014)
  - Das Jahr, in dem ich dich traf, dt. von Christine Strüh, Fischer Krüger, Frankfurt am Main 2015, ISBN 978-3-8105-0153-0.
- The Marble Collector (2015)
  - Der Glasmurmelsammler, dt. von Christine Strüh, Fischer Krüger, Frankfurt am Main 2015, ISBN 978-3-8105-0152-3.
- Flawed (2016)
  - Flawed – Wie perfekt willst du sein?, dt. von Anna Julia Strüh und Christine Strüh, Fischer FJB, Frankfurt am Main 2016, ISBN 978-3-8414-2235-4.
- Perfect (2016)
  - Perfekt – Willst du die perfekte Welt?, dt. von Anna Julia Strüh und Christine Strüh, Fischer FJB, Frankfurt am Main 2016, ISBN 978-3-8414-2236-1
- Lyrebird (2017), HarperCollins (englisch)
  - So klingt dein Herz, dt. von Christine Strüh, Fischer Krüger, Frankfurt am Main 2017, ISBN 978-3-8105-3027-1
- Postscript (2019)
  - Postscript – Was ich dir noch sagen möchte, dt. von Christine Strüh, Fischer Krüger, Frankfurt am Main 2019, ISBN 978-3-8105-3067-7
- Freckles (2021)
  - Sommersprossen – Nur zusammen ergeben wir Sinn, dt. von Christine Strüh, Fischer Krüger, Frankfurt am Main 2021, ISBN 978-3-8105-3045-5
- A Thousand Different Ways (2022)
  - Alle Farben meines Lebens: Roman, dt. von Ute Brammertz und Carola Fischer, Piper, München 2022, ISBN 978-3-492-07180-2
- Into the Storm (2024)
  - Dem Sturm entgegen: Roman, dt. von Ute Brammertz und Carola Fischer, Piper, München 2024, ISBN 978-3-492-07181-9

### Novellen
- Herman Banks and The Ghost Writer (2014)
  - Der Ghostwriter: Krüger, Frankfurt am Main 2014, ISBN 978-3-8105-0154-7.

### Erzählungen
- Twenty-Four Minutes (2004)
- Next Stop: Table For Two (2005)
- The Calling (2005)
- Mrs. Whippy (2006)
- The End (2006)
- Every Year (2010; neun Erzählungen: Every Year / Twnenty-Four Minutes / Next Stop: Table for Two / The Calling / The End / The Production Line / Celebrating Mum / Mallard and May / The Things That I Remember)
- Girl in the Mirror (2010, zwei Erzählungen: Girl in the Mirror / The Memory Maker)
  - Solange du mich siehst (zwei Erzählungen: Das Lächeln der Erinnerung / Das Mädchen im Spiegel), dt. von Christine Strüh und Barbara Christ, Krüger, Frankfurt/M. 2012, ISBN 978-3-8105-0149-3 – Hörbuch, gelesen von Luise Helm und Heikko Deutschmann, Argon, Berlin 2012, ISBN 978-3-8398-1149-8

### Fernsehproduktionen
- 2007–2009: Samantha Who? (mit Donald Todd)

### Verfilmungen
- 2007: P.S. Ich liebe Dich (Kinofilm nach dem gleichnamigen Roman)
- 2014: Cecelia Ahern – Zwischen Himmel und hier (Fernsehfilm)
- 2014: Cecelia Ahern – Mein ganzes halbes Leben (Fernsehfilm)
- 2014: Love, Rosie – Für immer vielleicht (Kinofilm nach dem gleichnamigen Roman)[3][4]
- 2017: Cecelia Ahern – Ein Moment fürs Leben (Fernsehfilm nach dem gleichnamigen Roman)
- 2018: Cecelia Ahern – Dich zu lieben (Fernsehfilm)
- 2019: Cecelia Ahern – In deinem Leben (zweiteiliger Fernsehfilm nach dem Roman Ich hab dich im Gefühl)